# Konrád Sándor (szobrász)
Konrád Sándor (Szekszárd, 1909. augusztus 26. – Budapest, 1988. június 30.) szobrász.

## Pályafutása

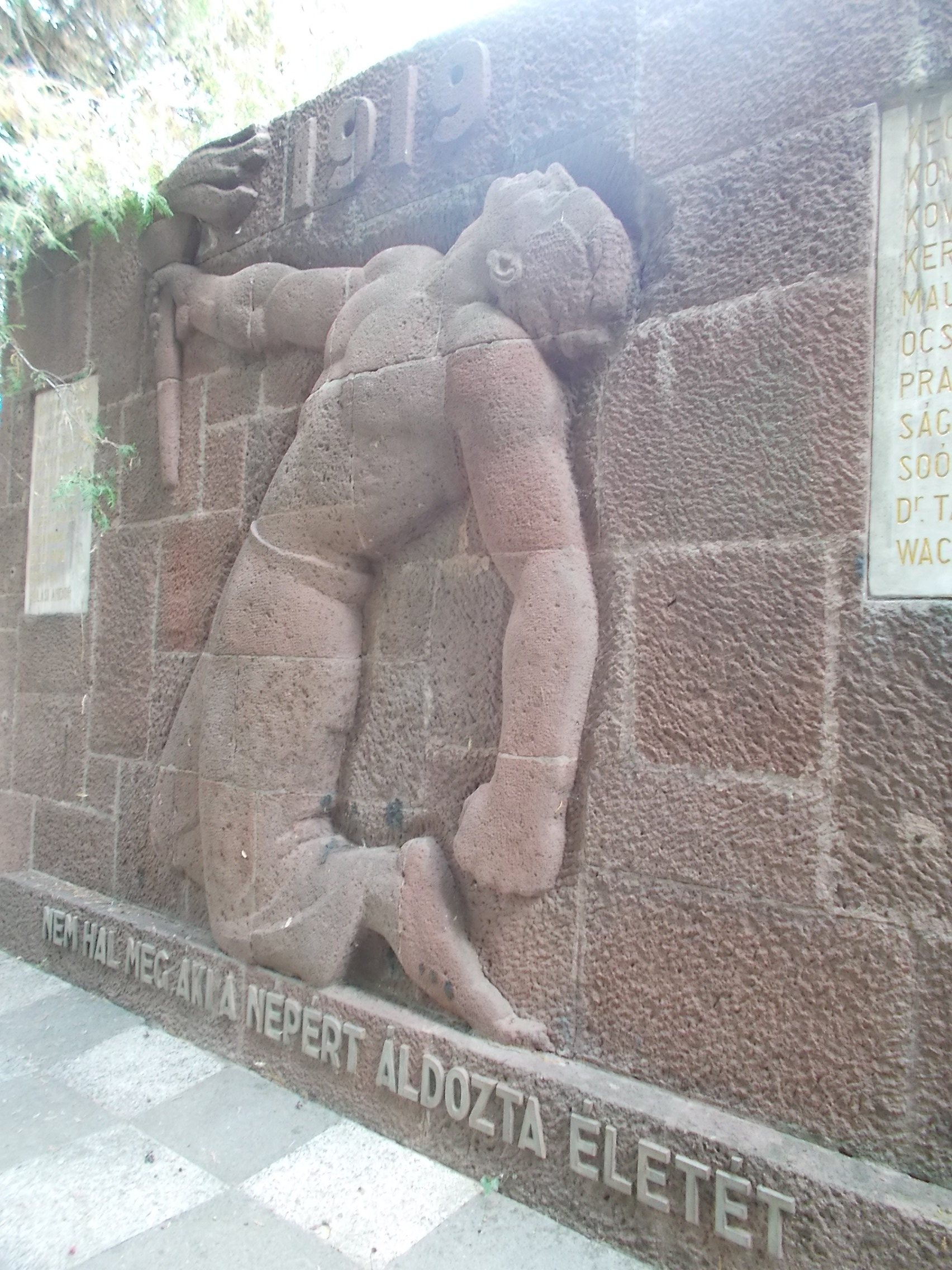
1919-es mártírok síremléke (Szekszárd)

1927 és 1934 között a Magyar Képzőművészeti Főiskola növendéke volt Szentgyörgyi István tanítványa. Művei szobrok, kisplasztikák, portrészobrok és érmek. Többször állított ki a Műcsarnokban.

## Köztéri művei
- Simonics Elemér (portrédomborműves emléktábla, 1937, Szekszárd)
- Bezerédj István (bronz mellszobor, a kő posztamens oldalain bronz domborművek, 1941, Szekszárd)
- domborművek (kő, 1957, Budapest, Kerepesi úti lakótelep)
- Kálvária (szoborcsoport, Szekszárd)
- Szent Flórián (a szobor restaurálása, 1963-64, a budapesti Belvárosi plébániatemplom)
- Dimitrov (mellszobor, 1974, Kazincbarcika)
- Petri Lajos (bronz, kő, 1975, Budapest, Hermina út)
- II. Rákóczi Ferenc-emléktábla (Varsó, Jarosław [PL] 1977, Jindřichův Hradec [CSZ])
- Dutka Ákos (emlékkő, 1980, Budapest, II. ker., Dutka Ákos u.)

## Főbb művei
- Harmonikázó férfi és kezében virágot tartó nő ülő alakja, illetve galambokat etető gyerekek (domborművek, 1965, Budapest, Kerepesi úti lakótelep)
- Puttó (1966, Vác, főtér)
- Bálint Lajos sírköve (1974, Budapest, Farkasréti temető)